# Ульма (Румунія)
У́льма (рум. Ulma) — село у повіті Сучава в Румунії. Входить до складу комуни Ульма.

## Географія
У селі річка Ульма впадає у Сучаву, праву притоку Серету.
Село розташоване на відстані 388 км на північ від Бухареста, 76 км на захід від Сучави. Неподалік від села розташований пункт пропуску на кордоні з Україною Улма—Руська.

## Населення
За даними перепису населення 2002 року у селі проживала 421 особа.
Національний склад населення села:
| Національність | Кількість осіб | Відсоток |
| -------------- | -------------- | -------- |
| українці       | 257            | 61,0 %   |
| румуни         | 164            | 39,0 %   |

Рідною мовою назвали:
| Мова       | Кількість осіб | Відсоток |
| ---------- | -------------- | -------- |
| українська | 263            | 62,5 %   |
| румунська  | 158            | 37,5 %   |